# Jurij Mjškovets
Jurij Michajlovič Myškovec (in russo Юрий Михайлович Мышковец?; Znamenskoe, 1º giugno 1971) è un sollevatore russo di origine kazaka, che ha gareggiato nella categoria dei pesi massimi leggeri.

## Carriera
Partecipò alle Olimpiadi di Sydney del 2000, giungendo al tredicesimo posto. Vincitore della medaglia di bronzo ai mondiali di Lathi nel 1998, conquistò cinque medaglie (una d'oro, due d'argento e due di bronzo) ai campionati europei dal 1996 al 2006. Ai campionati mondiali di Vancouver del 2003 si piazzò al sesto posto.